# 이휴복 진무공신 교서
이휴복 진무공신 교서(李休復 振武功臣 敎書)는 대한민국 경상남도 함안군 군북면 명관리에 있는 조선시대의 교서이다.
1972년 2월 12일 경상남도의 유형문화재 제56호 도천재 단서죽백으로 지정되었다가, 2018년 12월 20일 현재의 명칭으로 변경되었다.

## 개요
이 교서는 인조 3년(1625)에 이괄의 난을 평정하는데 공을 세운 이휴복(1568∼1624)에게 진무공신 3등에 해당하는 급여를 내려준 공신교서이다. 크기는 가로 198cm, 세로 38cm의 두루마리로 되어있다.
이휴복 선생은 임진왜란 때 곽재우와 함께 의병을 일으켰고, 선조 39년(1606) 무과에 급제하여 절충장군, 순천군수 등의 벼슬을 지냈다. 이괄의 난이 일어나자 관군 별장으로 안현에서 공을 세웠다. 공신에 오른 후 인원군에 봉해졌으며, 순천부사로 부임해 그곳에서 죽었다.
이것은 해서체로 쓰여졌으며, 공신으로 책록된 연유와 하사된 토지, 노비 등과 내려준 연월이 기록되어 있다. 또한 뒷면에는 교서의 제작과 글씨를 쓴 사람이 나와 있다.
이것은 당시 공신들에게 지급한 경제적인 내용을 알 수 있는 자료로 경제사 연구에 도움이 된다.

## 같이 보기
- 이휴복

## 참고 문헌
- 이휴복 진무공신 교서 - 국가유산청 국가유산포털